# Max Werner Detlefsen

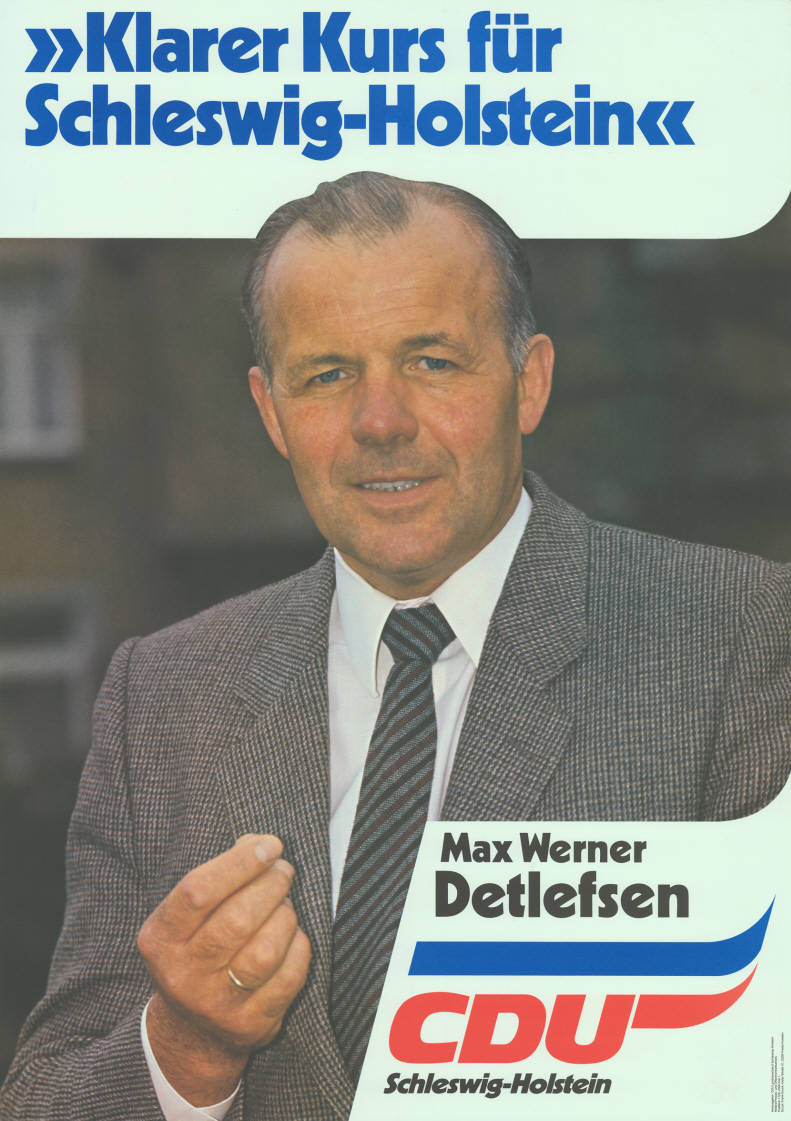
Kandidatenplakat zur Landtagswahl in Schleswig-Holstein 1983

Max Werner Detlefsen (* 12. Januar 1928 in Lindaunis, Kreis Schleswig; † 8. Februar 2016) war ein deutscher Landwirt und Politiker (CDU), unter anderem Mitglied des Landtags von Schleswig-Holstein.

## Leben
Detlefsen erreichte die mittlere Reife, machte die landwirtschaftliche Ausbildung an der Landwirtschaftsschule Kappeln und war danach selbständiger Landwirt in Lindaunis.
Detlefsen wurde 1957 Mitglied der CDU, bei der er Mitglied des Kreisvorstandes war. Er war Mitglied des Kreistages in Schleswig, dort Kreisausschussmitglied und Vorsitzender des Kulturausschusses. Von 1970 bis 1983 war er Amtsvorsteher des Amtes Süderbrarup, 1974 wurde er Bürgermeister der Gemeinde Boren. Ferner war er Vorsitzender des Wirtschaftsringes Boren, Vorsitzender des Kreisbauernverbandes Schleswig, stellvertretender Vorsitzender des Delegiertenausschusses des Buchführungsverbandes Schleswig-Holstein und Mitglied des Aufsichtsrates der Raiffeisen-Viehzentrale Hamburg. Von 1983 bis 1987 war er (für den Wahlkreis 8/Schleswig) Mitglied des Landtags von Schleswig-Holstein. Er lebte in Boren.